# Томпсон, Роберт Джордж
Роберт Джордж Томпсон (англ. Robert George Thompson; 21 июня 1915 года, Грантс-Пасс, Орегон — 16 октября 1965 года, Нью-Йорк) — один из руководителей Коммунистической партии США, участник Гражданской войны в Испании и Второй мировой войны. Награждён крестом «За выдающиеся заслуги» за мужество, проявленное во время боёв в Новой Гвинее.

## Биография
Роберт Джордж Томпсон родился 21 июня 1915 года в городе Грантс-Пасс, штата Орегон в семье рабочего. В молодые годы состоял в коммунистической молодёжной организации штата Огайо и трудился лесорубом. По профессии — слесарь.
Во время Гражданской войны в Испания Томпсон воевал против франкистов в составе Батальона Линкольна. Одно время командовал канадской ротой в составе этого батальона. После ранения в ходе битвы на Эбро продолжительное время был прикован к постели.
После Нападении Японии на США был призван в американскую армию. За героизм, проявленный в борьбе с японскими войсками под Буной, на Новой Гвинее, штаб-сержант 127-го полка Роберт Томпсон был удостоен высокой награды — Креста «За выдающиеся заслуги» — и представлен к званию капитана.
После окончания Второй мировой войны стал одним из лидером Компартии США и был назначен руководителем комитета партии по Нью-Йорку. В 1948 году Томпсон вместе с 11 другими руководителями Компартии США был арестован на основании Акта Смита. В 1951 году его приговорили к 3 годам заключения. Впоследствии к сроку заключения было прибавлено ещё 4 года. Всего Томпсон провёл за решёткой пять лет.
В тюрьме у Томпсона произошёл конфликт с югославскими заключёнными, которые придерживались фашистских взглядов. В ходе ссоры один из югославов напал на Томпсона и проломил ему голову обрезком металлической трубы. Несмотря на серьёзную рану, Томпсон выжил и перенёс тяжелейшие операции, во время которых врачи заменили раздробленные кости черепа металлическими пластинами.
После выхода из тюрьмы Томпсон вернулся к политической деятельности. Был организаторов митингов протеста против войны во Вьетнаме.
16 октября 1965 года Роберт Томпсон умер от сердечного приступа. Из-за своих заслуг в годы Второй мировой войны он имел право быть похороненным на Арлингтонском кладбище. Однако, из-за того, что Томпсон состоял в компартии, государственные службы отказывались его там хоронить. Разрешение на похороны в Арлингтонском кладбище было получено лишь после судебного процесса.